# Число Воббе
Число́ Воббе (англ. Wobbe index) (нижче або вище) газоподібного палива — це основний показник якості газу за його теплотою згоряння.

## Загальна характеристика
Число Воббе - відношення об'ємної (відповідно, нижчої або вищої) теплоти згорання при певних стандартних умовах, поділене на квадратний корінь відносної густини при тих же стандартних умовах вимірювань.
{\displaystyle W={\frac {H}{\sqrt {d}}},}
де H — об'ємна теплота згорання;
d — відносна густина газу {\displaystyle \left(d={\frac {\rho _{\Gamma }}{\rho _{\Pi }}}\right)}, тобто відношення густини газу до густини повітря при тих самих стандартних умовах вимірювань.
Число Воббе — характеристика горючого газу, що визначає взаємозамінність горючих газів при спалюванні в побутових і промислових пальникових пристроях, вимірюється в мегаджоулях на кубічний метр (МДж/м3).
Для газових і газоконденсатних родовищ Число Воббе знаходиться в межах 40195-50244 кДж/м3, для нафтових родовищ 46057-60711 кДж/м3. Число назване на честь італійського вченого Ґольфредо Воббе (Goffredo Wobbe). 

## Терміни і визначення
Вища теплота згорання (англ. superior calorific value) — кількість теплоти, що може виділитися при повному згорянні в повітрі певної кількості газу таким чином, що тиск p1, при якому відбувається реакція, залишається сталим, а всі продукти згоряння набувають тієї ж температури, що і температура реагентів. При цьому всі продукти знаходяться в газоподібному стані, за винятком води, яка конденсується в рідину при t1.
У тих випадках, коли теплоту згоряння визначають на основі компонентного складу газу, вираженого в одиницях молярної частки, її позначають, як {\displaystyle {\overline {H}}_{s}(t_{1},p_{1})}; коли склад виражений в одиницях масової частки, теплоту згоряння позначають як {\displaystyle {\widehat {H}}_{s}(t_{1},p_{1})}. У тих випадках, коли теплоту згоряння визначають на основі компонентного складу газу, вираженого в одиницях об'ємної частки, її позначають як {\displaystyle {\widetilde {H}}_{s}[(t_{1},p_{1}),V(t_{2},p_{2})]}, де t2 і p2 - (виміряні) стандартні умови для об’єму газу
Нижча теплота згорання (англ. inferior calorific value) — кількість теплоти, що може виділитися при повному згорянні в повітрі певної кількості газу таким чином, що тиск p1, при якому відбувається реакція, залишається сталим, а всі продукти згоряння набувають тієї ж температури, що і температура реагентів. При цьому всі продукти знаходяться в газоподібному стані. Розраховане на основі одиниць молярної частки, масової частки і об'ємної частки компонентів значення нижчої теплоти згорання позначають, відповідно, як {\displaystyle {\overline {H}}_{l}(t_{1},p_{1})}, {\displaystyle {\widehat {H}}_{l}(t_{1},p_{1})}, і {\displaystyle {\widetilde {H}}_{l}[(t_{1},p_{1}),V(t_{2},p_{2})]}. 
Відносна густина (англ. relative density) — густина газу, поділена на густину сухого повітря стандартного складу  при однакових заданих значеннях тиску і температури. Термін «ідеальна відносна густина» застосовують в тих випадках, коли як газ, так і повітря вважаються середовищами, які підпорядковуються закону ідеального газу , термін «реальна відносна густина» застосовують в тих випадках, коли як газ, так і повітря вважаються реальними середовищами.

## Класифікація природного газу
В більшості європейських країн основною якісною характеристикою газу є число Воббе, яке є функцією калорійності і відносної густини природного газу. Згідно із чинним стандартом ISO 3686:1998  природні гази розділені за числом Воббе на дві групи (два сорти): Н–газ та L–газ. Для Н–газу межі числа Воббе становлять 48,36...57,87 МДж/м3 , а для L–газу — 41,28 ... 47,38 МДж/м3. Своєю чергою, вказані групи поділяються на підгрупи, залежно від яких встановлюється ціна на газ для побутових споживачів. Наприклад, в Німеччині природний газ групи Н поділяють на підгрупи E та ES, а газ групи L — на підгрупи ЕІ та LL, у Франції таких підгруп є вісім — Е1...Е4 та L1...L4.

## Число Воббе поширених паливних газів[4]
| Паливний газ           | Вище число ккал/м3 за нормальних умов | Нижче число ккал/м3за нормальних умов | Вище число МДж/м3 за нормальних умов | Нижче число МДж/м3 за нормальних умов |
| Водень                 | 11,528                                | 9,715                                 | 48,23                                | 40,65                                 |
| Метан                  | 12,735                                | 11,452                                | 53,28                                | 47,91                                 |
| Етан                   | 16,298                                | 14,931                                | 68,19                                | 62,47                                 |
| Етилен                 | 15,253                                | 14,344                                | 63,82                                | 60,01                                 |
| Природний газ          | 12,837                                | 11,597                                | 53,71                                | 48,52                                 |
| Пропан                 | 19,376                                | 17,817                                | 81,07                                | 74,54                                 |
| Пропілен               | 18,413                                | 17,180                                | 77,04                                | 71,88                                 |
| Бутан (сполука)        | 22,066                                | 20,336                                | 92,32                                | 85,08                                 |
| Ізобутан               | 21,980                                | 20,247                                | 91,96                                | 84,71                                 |
| Бутени                 | 21,142                                | 19,728                                | 88,46                                | 82,54                                 |
| Зріджений нафтовий газ | 20,755                                | 19,106                                | 86,84                                | 79,94                                 |
| Ацетилен               | 14,655                                | 14,141                                | 61,32                                | 59,16                                 |
| Монооксид вуглецю      | 3,060                                 | 3,060                                 | 12,80                                | 12,80                                 |

Примітка: 1 джоуль = 2.3901×10−4 ккал.